# Horndeski-Theorie
Die Horndeski-Theorie ist die allgemeinste Form einer Skalar-Tensor Theorie der Gravitation in vier Dimensionen, deren Feldgleichungen von zweiter Ordnung sind. Sie verallgemeinert die Allgemeine Relativitätstheorie durch Hinzufügen eines Skalarfelds. Obwohl die Theorie bereits 1974 von Horndeski vorgeschlagen wurde, entstand das Hauptinteresse daran erst in den 2010er Jahren im Zusammenhang mit der Erforschung von Galileonen. Neben der Allgemeinen Relativitätstheorie umfasst die Horndeski-Theorie zahlreiche Skalar-Tensor Theorien wie Quintessenz, Dilaton, Chameleon und die Brans-Dicke-Theorie als Spezialfälle. Da die meisten physikalischen Theorien aufgrund der Ostrogradski-Instabilität Gleichungen von nicht höher als zweiter Ordnung aufweisen, bietet die Horndeski-Theorie einen natürlichen Rahmen für die systematische Untersuchung der Eigenschaften von Skalar-Tensor Gravitationstheorien.
Horndeski formulierte seine Theorie 1974. Sie fand wenig Resonanz, bis sie 2012 im Rahmen einer Diskussion verschiedener modifizierter Gravitationstheorien „wiedererweckt“ wurde. Seither wurde sie (Stand Mai 2025) über 2.100 mal zitiert (zuvor insgesamt nur 18 mal).